# Chobienia (gromada)
Chobienia – dawna gromada, czyli najmniejsza jednostka podziału terytorialnego Polskiej Rzeczypospolitej Ludowej w latach 1954–1972.
Gromady, z gromadzkimi radami narodowymi (GRN) jako organami władzy najniższego stopnia na wsi, funkcjonowały od reformy reorganizującej administrację wiejską przeprowadzonej jesienią 1954 do momentu ich zniesienia z dniem 1 stycznia 1973, tym samym wypierając organizację gminną w latach 1954–1972.
Gromadę Chobienia z siedzibą GRN w Chobieni utworzono – jako jedną z 8759 gromad na obszarze Polski – w powiecie wołowskim w woj. wrocławskim, na mocy uchwały nr 31/54 WRN we Wrocławiu z dnia 2 października 1954. W skład jednostki weszły obszary dotychczasowych gromad Chobienia, Naroczyce i Nieszczyce ze zniesionej gminy Chobienia w tymże powiecie. Dla gromady ustalono 13 członków gromadzkiej rady narodowej.
1 stycznia 1960 do gromady Chobienia włączono wsie Górzyn, Ciechlowice, Olszany i Miłogoszcz ze zniesionej gromady Górzyn w tymże powiecie.
1 stycznia 1972 do gromady Chobienia włączono obszar zniesionej gromady Kębłów (oprócz wsi Gawrony z przysiółkiem Gawronki i wsi Wysokie z przysiółkiem Rozłogi) w tymże powiecie.
Gromada przetrwała do końca 1972 roku, czyli do kolejnej reformy gminnej. 1 stycznia 1973, tym razem w powiecie lubińskim, reaktywowano  gminę Chobienia (zniesiono ją ponownie 9 grudnia 1973).